# Єлагін Василь Іванович
Василь Іванович Єлагін (1743 — після 1800) — російський воєначальник, генерал від кавалерії.

## Біографія
Народився в 1743 році.
На військову службу вступив у 1755 році.
Чини: генерал-майор із 1781 року, командував військами на Тамані, генерал-поручик із 1790 року, потім — генерал-лейтенант. При Павлу I — генерал від кавалерії (із 29.11.1797).
Командир 12-го драгунського Стародубського полку (в чині полковника) — з 24 жовтня 1775 року по 24 листопада 1780 року. 24 жовтня 1775 року призначений командиром Ризького карабінерного полку. Командуючи полком, проведений в бригадири. 7 серпня 1781 року проведений в генерал-майори і виключений зі складу полку.
При імператорі Павлі I 10 січня 1797 року в чині генерал-лейтенанта призначений шефом Псковського драгунського полку. У період із 10.01.1797 по 10.02.1798 — шеф Псковського драгунського полку. 29 листопада 1797 року проведений в генерали від кавалерії.
Помер після 1800 року.

## Нагороди
- Орден Святого Володимира 2-го ступеня (21 квітня 1787)
- Орден Святого Георгія 4-го ступеня (№ 681; 26 листопада 1789).